# Claudia Felser
Claudia Felser, ou Claudia Felser-Wenz, née le 28 juillet 1962 à Aix-la-Chapelle, est une chimiste allemande, spécialiste de la science des matériaux et professeure à l'université Johannes Gutenberg de Mayence. Depuis 2011, elle est directrice de l'Institut Max-Planck de physico-chimie des matériaux solides, basé à Dresde.

## Carrière
Felser étudie la chimie aux universités de Bonn et de Cologne de 1984 à 1989, année où elle obtient un diplôme. Elle travaille ensuite au sein du groupe de recherche de Georg Hohlneicher, puis elle obtient son doctorat en 1994 à Cologne grâce à sa thèse Bandstrukturrechnungen und Photoemissionsexperimente an zwischenvalenten Europiumverbindungen. L'année suivante, elle effectue des recherches sur les supraconducteurs sous la supervision de Arndt Simon (de) et Ole Krogh Andersen. De 1995 à 1996, elle travaille au Centre national de la recherche scientifique (CNRS) à Nantes (France) au sein du groupe de recherche de Jean Rouxel. En 1996, elle devient assistante (de) à l'université de Mayence, où elle est habilitée en 2002 et y devient professeure de chimie inorganique et analytique en 2003.
Ses recherches concernent surtout la science des matériaux en rapport avec la technologie informatique, ainsi que l'utilisation de l'énergie solaire.
En 2009, Fesler est membre de la 13e Assemblée fédérale pour le Parti social-démocrate d'Allemagne.

## Récompenses et distinctions
- 2001 : ordre du mérite de Rhénanie-Palatinat (en)
- 2010 : Cours magistral Nakamura 2010 à l'université de Californie à Santa Barbara[3]
- 2012 : Fellow de la Société américaine de physique (APS)[4].
- 2015 : prix Tsugming-Tu (de)
- 2016 : élue Fellow de l'IEEE[5]
- 2018 : membre de l'Académie allemande des sciences Leopoldina
- 2019 : colauréate 2019 du Prix James McGroddy pour les nouveaux matériaux décerné par l'American Physical Society (APS)[1].